# کانر براون (بازیکن فوتبال)
کانر براون (انگلیسی: Connor Brown؛ زادهٔ ۲ اکتبر ۱۹۹۱) بازیکن فوتبال اهل بریتانیا است.
از باشگاه‌هایی که در آن بازی کرده‌است می‌توان به باشگاه فوتبال یورک سیتی، باشگاه فوتبال اولدهام اتلتیک، باشگاه فوتبال بارو، باشگاه فوتبال شفیلد یونایتد، باشگاه فوتبال کارلایل یونایتد، باشگاه فوتبال ایستوود، و باشگاه فوتبال گایزلی اشاره کرد.